# Rancho Viejo (södra Tantoyuca kommun)
Rancho Viejo är en ort i Mexiko.   Den ligger i kommunen Tantoyuca och delstaten Veracruz, i den sydöstra delen av landet, 230 km norr om huvudstaden Mexico City. Rancho Viejo ligger 110 meter över havet och antalet invånare är 331.
Terrängen runt Rancho Viejo är huvudsakligen platt, men den allra närmaste omgivningen är kuperad. Terrängen runt Rancho Viejo sluttar söderut. Runt Rancho Viejo är det ganska tätbefolkat, med 72 invånare per kvadratkilometer. Närmaste större samhälle är Tantoyuca, 6,4 km norr om Rancho Viejo. Trakten runt Rancho Viejo består till största delen av jordbruksmark.